# 土城镇 (古蔺县)
土城镇，原为土城乡，是中华人民共和国四川省泸州市古蔺县曾经下辖的一个镇。2020年6月9日，撤销土城镇，将原土城镇土城街社区、土城村、天井村、风光村、裕华村所属行政区域划归二郎镇管辖，将原土城镇大山村、堰塘村、赞台村所属行政区域划归大村镇管辖。

## 行政区划
土城镇撤销前下辖以下地区：
土城街社区、土城村、风光村、大山村、赞台村、堰塘村、玉华村和天井村。